# Rivolta di Nika

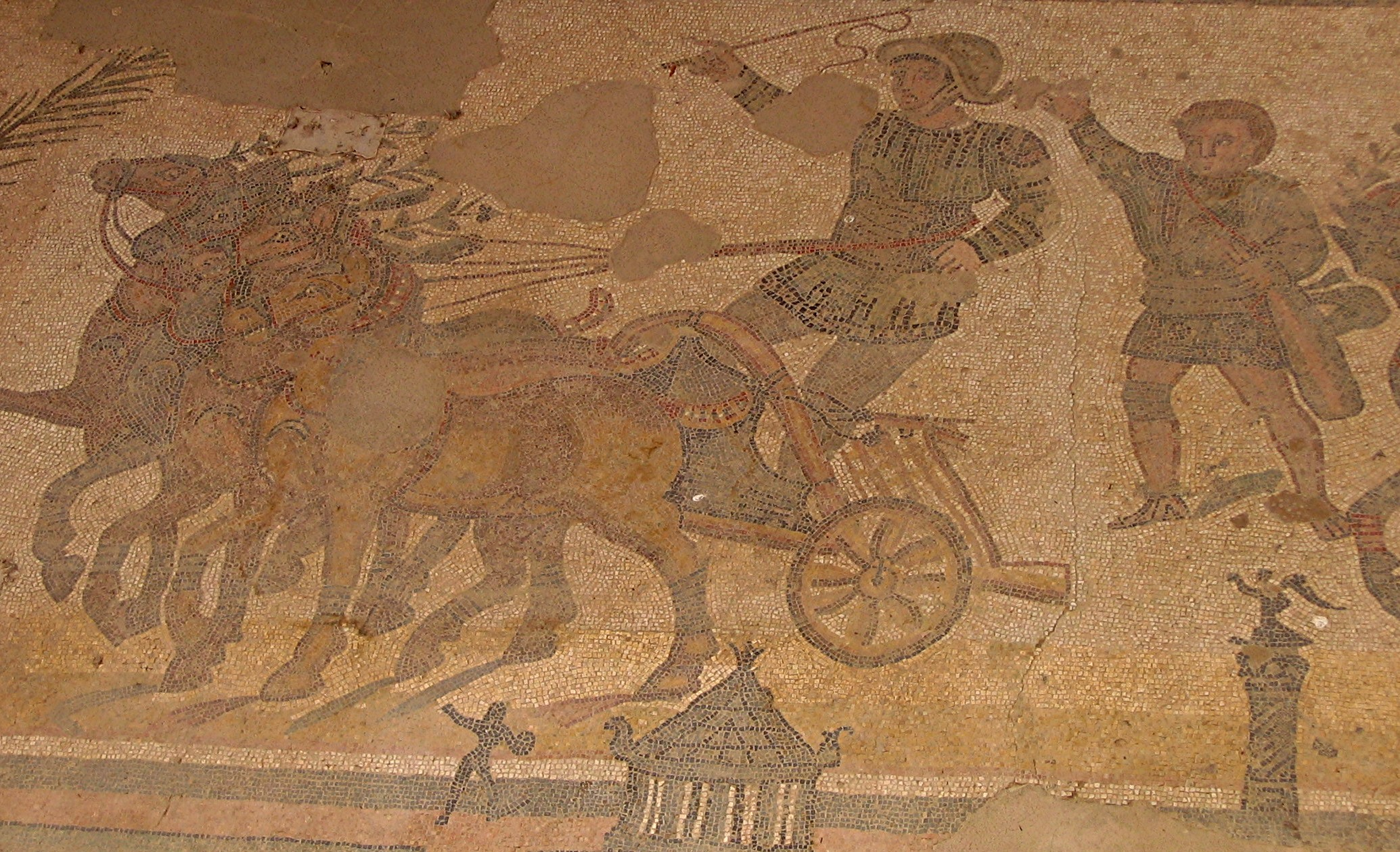
Mosaico raffigurante un auriga

La rivolta di Nika fu una sanguinosa sommossa scoppiata a Costantinopoli, nell'Ippodromo, il 13 gennaio 532; al grido di "Nikā, Nikā", (che in greco bizantino significa "Vinci! Vinci!"), con cui il popolo era solito incitare i propri campioni nelle corse di carri, la folla tentò di rovesciare l'imperatore Giustiniano I. La ribellione, però, si spense nel sangue il 18 gennaio.

## Verdi e Azzurri
All'epoca, Costantinopoli era una città cosmopolita di mercanti, artigiani, giocolieri, prostitute, cantastorie, soldati di ventura, contadini, monaci, santoni e guaritori. La popolazione era divisa in due fazioni sportive: i Verdi e gli Azzurri, al momento predominanti e che avevano prevalso dopo aver oscurato le altre, tra le quali quella dei Rossi, di cui era stato patrocinatore Anastasio.
Queste fazioni non si limitavano a contrapporsi fisicamente nel tifo all'Ippodromo ma si accapigliavano fanaticamente anche in dispute religiose e assunsero, nella prima età bizantina, una forte colorazione politica, militarizzandosi anche in parte. Come tali venivano utilizzate nella vita politica di Costantinopoli, ora l'una ora l'altra fazione; in cambio questi gruppi usufruivano di particolari agevolazioni nella distribuzione dei compensi e degli incarichi, a cominciare dall'ambito degli spettacoli.
Le tesi storiografiche più datate indicavano i due gruppi separati da ragioni religiose o di classe: I "Verdi" si erano schierati dalla parte del Monofisismo e radunavano i sostenitori di due nipoti di Anastasio I, divenuti i capi di una forte opposizione legittimista: in un certo senso formavano il partito aristocratico (i "Contribuenti"). Gli "Azzurri", invece, formavano il partito popolare (i "Miserabili") e sostenevano l'imperatore, dal quale erano a loro volta appoggiati al punto da trovare impunità per i loro atti di arbitrio. Queste tesi sono state successivamente smentite. Oggi la storiografia è divisa tra chi minoritario ritiene che fossero nulla più che antesignani dei moderni gruppi di tifosi e la maggioranza che ne accentua le motivazioni politiche, soprattutto a causa dell'aumento di importanza dovuta al rituale di acclamazione dell'imperatore nell'ippodromo ed il conseguente ruolo che giocavano i capi delle due fazioni come claquers.
La stessa imperatrice Teodora veniva da quell'ambiente. Era figlia, con altre due sorelle, del guardiano degli orsi dell'Ippodromo (posto che il padre aveva ottenuto essendo legato alla fazione dei Verdi) e di una danzatrice che recitava anche in spettacoli osceni. Alla morte del marito la madre di Teodora si trovò un nuovo sposo, convinta che i Verdi avrebbero affidato anche a lui l'incarico del precedente coniuge, come era consuetudine ereditaria. L'impiego veniva rilasciato dall'impresario della danza pantomima, che però si lasciò corrompere e assegnò ad un altro il lavoro di guardiano degli orsi. I Verdi ignorarono le proteste di Teodora e della madre, le quali si rivolsero perciò agli Azzurri, che le appoggiarono. Per questo Teodora fu inizialmente legatissima a questa fazione. In seguito Teodora intraprese la carriera della madre, sino alle sue avventure in Egitto e alla sua conversione in Alessandria ad opera del patriarca Timoteo, che ne fece un'ardente monofisita. Come Giustiniano (che conobbe più tardi) era pertanto legata agli Azzurri, e tale la coppia imperiale sarebbe rimasta sino alla rivolta di “Nika” del 532.
A causa dell'iniziale politica lassista di Giustiniano, le fazioni avevano acquisito una totale impunità: anche i Verdi, che, a differenza degli Azzurri, compivano pure delitti e vendette personali e non solo azioni delittuose di gruppo, non venivano mai perseguiti.
Questi estremisti (che appartenevano alla fazione degli Azzurri) avevano preso a devastare la città, distinguendosi anche nell'abbigliamento e nell'aspetto esteriore: portavano i capelli tagliati alla maniera dei barbari, con la frangia sulla fronte, le tempie rasate e la chioma lunga sulla nuca "alla Unna", come si diceva, o anche, abbandonata la consuetudine romana, tenevano barba e baffi alla maniera persiana. Anche gli abiti erano diversi da quelli consueti: avevano le maniche serrate sul polso e rigonfie sulle spalle. Questi teppisti ante litteram avevano preso l'abitudine di girare armati, con gli stili a doppio taglio legati alla gamba ed altre armi occultate nei mantelli. Così attrezzati, dopo aver adempiuto al loro "compito" di tifosi, la notte, (è Procopio a riferircelo nella sua Historia Arcana), si riunivano in bande e percorrevano strade e vicoli della città rapinando chi incontravano e talora uccidendo chi temevano li potesse denunziare. Vista l'impunità degli Azzurri, appoggiati dalla coppia imperiale, anche molti Verdi avevano cambiato bandiera. Intanto tra le due fazioni gli omicidi si moltiplicavano, soprattutto a danno dei Verdi.

## Evento occasionale dello scoppio della rivolta
La volontà di imporsi dell'imperatore mosse il prefetto Eudemone ad arrestare alcuni ultras. Sette di essi erano colpevoli di omicidio, ed Eudemone li fece impiccare sul Corno d'Oro, nel sobborgo di Sika, sabato 11 gennaio 532. Due di essi, uno per ognuna delle due fazioni, si erano miracolosamente salvati dalla rottura del patibolo e, riusciti a fuggire appoggiati dai monaci di San Conone, avevano preso asilo in quartiere San Lorenzo.
I soldati del prefetto li attendevano fuori dalla chiesa e le fazioni rivali fecero a Giustiniano una richiesta congiunta di clemenza. Giustiniano ignorò tutti gli appelli dei Verdi e degli Azzurri, sino alla penultima delle ventiquattro gare dell'ippodromo. Alla vigilia della quale scoppiò la rivolta.
Le due fazioni, tradizionalmente rivali, si coalizzarono contro il fiscalismo e l'autocrazia giustinianei e diedero l'avvio alla rivolta che durerà sei giorni, causa di incendi e saccheggi.

## Motivazioni più estese della rivolta
La rivolta attaccò anche tre funzionari imperiali, Triboniano, questore del Palazzo, Giovanni di Cappadocia, prefetto del pretorio per l'Oriente (praefectus praetorio per Orientem) e Eudemone, il prefetto della capitale, funzionari che si occupavano di imporre le tassazioni necessarie al mantenimento della corte imperiale con la magnificenza voluta da Giustiniano I, attribuite anche ai capricci dell'imperatrice Teodora.
Erano in realtà figure chiave del governo dovendosi in parte anche a loro la redazione del Codice giustinianeo; ma erano accusati di fare mercato della giustizia, modificando le leggi a pagamento e distraendo nelle proprie tasche i fondi delle finanze pubbliche. Si riteneva che non vi fosse più nulla di pubblico che non si pagasse due volte: allo stato la tassa e all'esattore "la mancia", per evitare tassazioni maggiori o la minaccia di controlli rigorosi.
Entrambe le fazioni ora riunite posero congiuntamente la richiesta di rimuovere i tre autorevoli personaggi. Subentra qui un terzo elemento, la relativa debolezza mostrata dall'imperatore. Giustiniano infatti subito li depose, e questo sembrò forse alle parti in rivolta un segno di debolezza. Giustiniano ebbe di fatto delle responsabilità precise nell'accendere la rivolta, come riferisce Procopio nella sua Historia Arcana, dove espone il risvolto negativo della coppia imperiale. Ci dice infatti come Giustiniano appoggiasse degli Azzurri i più estremisti spingendoli, con la concessione dell'impunità, ad effettuare vari delitti, per poi riportarli improvvisamente all'ordine.
A questo punto, dopo l'azione di forza, la rimozione dei tre funzionari rappresentò un atto di debolezza. Le parti pertanto anziché calmarsi credettero giunto il momento di approfittarne ed andare oltre.

## Cronologia della rivolta
La sommossa iniziò al circo la mattina del 13 gennaio: alla fine delle corse la tensione era al massimo e, in direzione dell'imperatore, accompagnato dalla sua "onoratissima sposa che Dio gli aveva dato", si levarono fischi, proteste, slogan di ribellione, ed infine il grido divenne solo uno: "Nika". La rivolta dall'ippodromo si estese nelle vie e nelle piazze. Furono assalite le prigioni - vero segnale della rivolta - fu bruciato l'edificio della prefettura, il vestibolo del palazzo imperiale, la basilica di S. Sofia, ed i saccheggi, durati per sei giorni, distrussero diversi quartieri della città.
Giustiniano si barricò nel palazzo per tre giorni, poi promise la riduzione delle tasse e minacciò di sanzioni i capi di entrambe le fazioni. L'imperatore cedette ai rivoltosi, i quali chiesero a gran voce l'allontanamento del prefetto cittadino, di Triboniano e di Giovanni di Cappadocia. Il primo era visto come responsabile della repressione, gli altri erano odiati soprattutto dagli aristocratici, che forse ispirarono la richiesta. Triboniano era accusato di avidità e di far mercato della sua carica; all’altro si rimproveravano i costumi licenziosi ed i metodi sbrigativi nella riscossione delle tasse. La concessione arrivò tardi e la sommossa crebbe di intensità raggiungendo l'apice la mattina del 18 gennaio, una domenica. Giustiniano si presentò con i Vangeli in mano sulla tribuna imperiale dell'ippodromo nel tentativo di placare la rivolta e disse:" Per questa potestà vi condono l'offesa che mi fate e ordinerò che nessuno di voi sia arrestato purché ritorniate alla calma. Voi non siete i responsabili di quanto accade ma io soltanto. Sono infatti i miei peccati che mi hanno fatto rifiutare quanto mi avete chiesto". Si sentì qualche acclamazione, ma i più lo insultarono accusandolo di spergiuro. L'imperatore, allora, tornò a palazzo ed il popolo si recò a casa di Ipazio, nipote di Anastasio I, che venne, suo malgrado, proclamato imperatore al posto dell'odiato Giustiniano.
Dopo cinque giorni di rivolta furono abbattuti i cancelli del palazzo imperiale e l'imperatore progettò di abbandonare la capitale: in gran segreto fece caricare tutto il tesoro imperiale su una nave pronta a salpare per la fuga.

### Intervento dell'imperatrice Teodora
L'imperatrice Teodora, prendendo la parola in seno al consiglio, affermò che sarebbe rimasta al suo posto, pronta anche a morire. Da alcune fonti è stato ricostruito un suo verosimile intervento: "Anche se con la fuga mi dovessi salvare, non vorrò vivere senza essere salutata da imperatrice, tanto vale morire qui; se vuoi, hai il denaro e la nave è pronta, vai pure; quanto a me, sapevo già che la mia porpora sarebbe stato il mio sudario, quindi non fuggirò con te, io resto!".
Le ipotesi di fuga furono quindi abbandonate e Giustiniano ordinò di prelevare il tesoro, portarlo all'ippodromo e distribuirlo ai capi rivoltosi, al popolo, a tutti quelli che erano ancora nelle strade.

### Ruolo di Narsete e Belisario
Al comando della difesa del palazzo reale vi era il generale Narsete, che si trovava in situazione di grave difficoltà, in mancanza dell'arrivo dei rinforzi. Narsete distribuì ai ribelli della fazione degli Azzurri una parte del tesoro di Giustiniano, ottenendo di riconciliarsi personalmente con alcuni membri degli Azzurri e di far convergere sull'ippodromo tutti i rivoltosi.
Dopo tre giorni di rivolta, il generale Belisario al comando dell'esercito imperiale era giunto alle porte della città, reduce dalla guerra persiana seguito da molti mercenari.
Gli uomini di Narsete e Belisario entrarono dai diversi ingressi dell'ippodromo e fecero strage dei rivoltosi, arrestando Ipazio, nipote di Anastasio I, che era stato proclamato imperatore, e il cugino di costui Pompeo, che furono incarcerati e messi a morte da Giustiniano. Secondo le fonti furono uccise nell'Ippodromo 35 000 persone.
Belisario venne ricompensato dall'Imperatore con la carica di magister militum, che lo poneva a capo dell'esercito bizantino.

## Avvenimenti successivi
Giustiniano concluse una "pace perpetua" con i Persiani di Cosroe I, mediante il versamento annuo di 110 000 libbre d'oro, e avendo in tal modo eliminato il pericolo ad est, si era assicurato libertà di movimento in Occidente.

## La ricostruzione della Basilica di Santa Sofia
Per volere di Teodora, la basilica di Santa Sofia, incendiata e distrutta durante la rivolta, venne ricostruita in maggiori dimensioni, occupando anche parte dello spazio dell'Ippodromo, nel quale aveva avuto luogo la rivolta. I lavori, iniziati nello stesso anno della rivolta, terminarono nel 537.
Nell'edificio si conserva ancora oggi la cosiddetta "colonna piangente", una colonna di marmo da cui si dice che stillino le lacrime dei rivoltosi uccisi proprio dove sorse la basilica, le quali risalirebbero da quella colonna che affonda nel terreno. Queste "lacrime" venivano ritenute miracolose ed efficaci in particolare contro le malattie della vista. La pietra porosa della colonna, assorbe in realtà per capillarità l'acqua probabilmente presente in una falda acquifera sotterranea.